# Tillandsia chlorophylla
Tillandsia chlorophylla és una espècie de planta epífita dins del gènere Tillandsia, pertanyent a la família de les bromeliàcies.

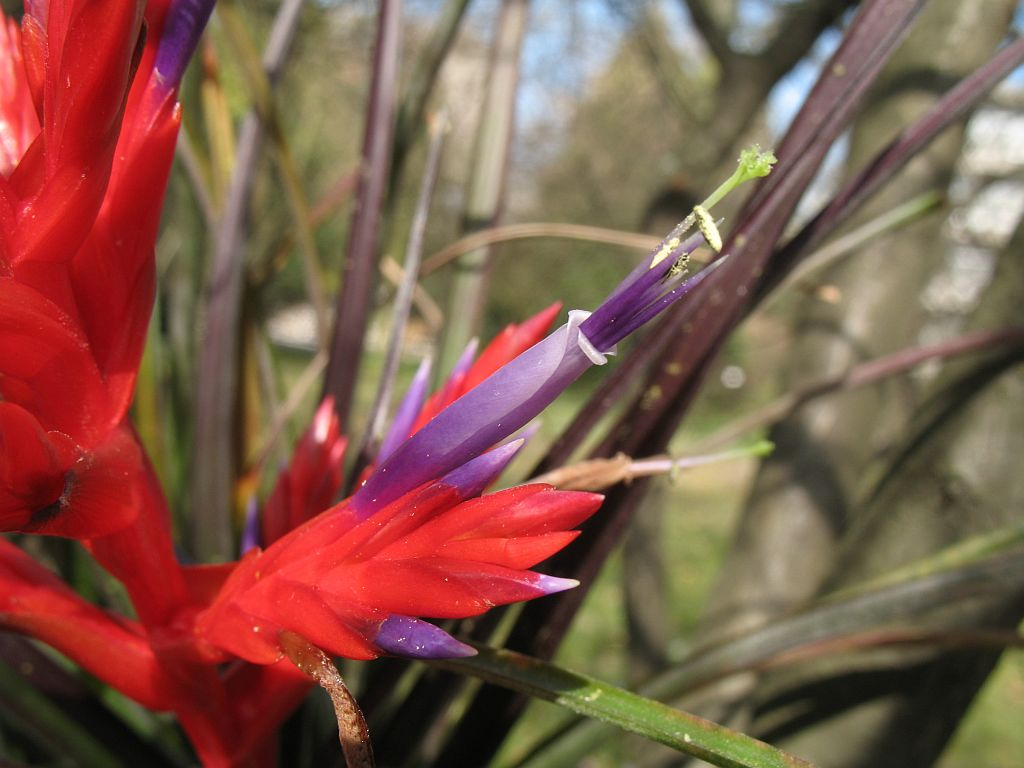
Detall de la inflorescència i d'una flor

## Descripció
Són plantes epífites, amb una grandària de fins a 40 cm en flor, acaules. Fulles de 40-50 cm; beines de 2,8-3 cm d'ample, marró pàl·lid; làmines d'1-1,5 cm d'ample, finament nervades, glabres en el feix, estretament triangulars, atenuades. Bràctees subfoliàcies, les beines lleugerament més llargues que els entrenusos, amplexicaules. Inflorescència de 10-12 cm, 1-pinnadocomposta; bràctees primàries més llargues que les espigues inferiors; espigues de 3-5 cm, divergents a patents, amb 3-6 flors. Bràctees florals d'1-1,2 cm, més curtes que els sèpals, erectes a patents, nervadas, glabres, cartàcies a subcoriàcies. Flors subsèssils o amb pedicels fins a 2 mm; sèpals d'1-1,3 cm, llisos o nervats, cartacis a subcoriacis, glabres, l'anterior ecarinat a inconspicuament carinat, els 2 posteriors fortament carinats, igualment connats fins a 2 mm; pètals purpuris. Els fruits són càpsules de 2 cm.

## Distribució i hàbitat
Es troba a les selves altes perennefòlies, a una altitud de 100-400 m, des de Belize, Guatemala, al sud de Mèxic (Veracruz, Oaxaca i Chiapas).

## Cultivar
- Tillandsia 'Lit'l Lucy'[6]

## Taxonomia
Tillandsia chlorophylla fou descrita per Lyman Bradford Smith, i publicada en North American Flora, 19: 145. 1938.
Etimologia

Tillandsia: nom genèric proposat per Carl Linné el 1738 en honor del metge i botànic finlandès Dr. Elias Tillandz (originàriament Tillander) (1640-1693).
chlorophylla: epítet.
Sinonímia

- Tillandsia santiago-tuxtlensis Matuda[7][8]